# Tarnów (województwo dolnośląskie)
Tarnów (niem. Tarnau) – wieś w Polsce położona w województwie dolnośląskim, w powiecie ząbkowickim, w gminie Ząbkowice Śląskie.
W rejonie wsi znajduje się niestandaryzowana kolonia Budzyń (niem. Bautze).

## Historia
Pierwsze zapisy historyczne o wsi pochodzą już z wieku XIII. Wzmiankowana jest po raz pierwszy w łacińskim dokumencie z 1250 roku wydanym przez papieża Innocentego IV w Lyonie gdzie zanotowana została w zlatynizowanej, staropolskiej formie „Tarnava”.
W latach 1975–1998 miejscowość położona była w województwie wałbrzyskim.

## Zabytki
Do wojewódzkiego rejestru zabytków wpisane są:
- kościół parafialny pw. św. Marii Magdaleny, z końca XVII w., XVIII w.
- park, z drugiej połowy XIX wieku

## Znani mieszkańcy Tarnowa
- Franz von Winckler – urodził się we wsi 4 sierpnia 1803, przedsiębiorca, który przyczynił się do rozwoju Katowic[8] (zm. 1851)
- Alfred Gottwald – urodził się we wsi 11 czerwca 1893, malarz, który przyczynił się do stworzenia między innymi cyklu obrazów w kościele parafialnym pw. św. Marii Magdaleny w Tarnowie[9] (zm. 1971)